# Tegneby landskommun
Tegneby landskommun var en tidigare kommun i dåvarande Göteborgs och Bohus län.

## Administrativ historik
När 1862 års kommunalförordningar började gälla inrättades över hela landet cirka 2 400 landskommuner, de flesta bestående av en socken. Därutöver fanns 89 städer och 8 köpingar, som då blev egna kommuner. Denna kommun bildades då i Tegneby socken i Orusts östra härad i Bohuslän.
Den 1 januari 1947 (enligt beslut den 27 september 1945) överfördes till Tegneby landskommun från Morlanda landskommun hemmanet Rålandsberg med 10 invånare och omfattande 0,87 km², varav 0,86 km² land.
Vid kommunreformen 1952 bildade Tegneby storkommun genom sammanläggning med de tidigare kommunerna Röra och Stala. Denna konstruktion visade sig inte hållbar utan redan 10 år senare gick denna kommun samman med dåvarande Myckleby landskommun för att bilda landskommunen Östra Orust, vilken sedan 1971 är en del av Orusts kommun.
Kommunkoden 1952–61 var 1421.

### Kyrklig tillhörighet
I kyrkligt hänseende tillhörde kommunen Tegneby församling. Den 1 januari 1952 tillkom Röra församling och Stala församling.

## Geografi
Tegneby landskommun omfattade den 1 januari 1952 en areal av 163,26 km², varav 162,23 km² land.

### Tätorter i kommunen 1960
I Tegneby landskommun fanns den 1 november 1960 ingen tätort. Tätortsgraden i kommunen var då alltså 0,0 procent.

## Politik

### Mandatfördelning i valen 1938–1958
| 2 | 18 |

| 19 |

| 2 | 18 |

| 19 |

| 2 | 18 |

| 19 |

| 7 | 16 | 5 | 7 |

| 33 |

| 5 | 20 | 5 |

| 28 |

| 5 | 17 | 5 | 3 |

| 29 |